# Live in Mainz
Live in Mainz (March 30, 1974) – album koncertowy King Crimson, wydany w lutym 2001 roku nakładem Discipline Global Mobile jako CD. Ukazał się jako nr 15. w serii wydawniczej „The King Crimson Collectors' Club”.

## Historia albumu
W marcu 1974 roku King Crimson wyruszył w trasę koncertową, najpierw po Europie, a później po Stanach Zjednoczonych i Kanadzie. Ówczesny skład zespołu tworzyli: Robert Fripp, David Cross, Wetton i Bill Bruford. Live in Mainz przedstawia występ z europejskiej trasy koncertowej King Crimson z wiosny tamtego roku. Koncert zapisany na płycie jest niekompletny, brakuje mu początku i zakończenia. Live in Mainz został wydany ponownie w 2007 roku, tym razem jako część dwupłytowego wydawnictwa The Collectable King Crimson Volume One.

## Lista utworów
Lista i informacje według Discogs:
| 1.  | Improv: The Savage Cross, Fripp, Wetton, Bruford       | 2:12  |
|     |                                                        |       |
| 2.  | Dr Diamond Cross, Fripp, Wetton, Bruford, Palmer-James | 5:48  |
|     |                                                        |       |
| 3.  | Improv: Arabica Cross, Fripp, Wetton, Bruford          | 2:29  |
|     |                                                        |       |
| 4.  | Exiles Cross, Fripp, Palmer-James                      | 7:01  |
|     |                                                        |       |
| 5.  | Improv: Atria Cross, Fripp, Wetton, Bruford            | 6:14  |
|     |                                                        |       |
| 6.  | The Night Watch Fripp, Wetton, Palmer-James            | 5:07  |
|     |                                                        |       |
| 7.  | Starless Cross, Fripp, Wetton, Bruford, Palmer-James   | 12:27 |
|     |                                                        |       |
| 8.  | Lament Fripp, Wetton, Palmer-James                     | 4:20  |
|     |                                                        |       |
| 9.  | Improv: Trio Cross, Fripp, Wetton, Bruford             | 4:36  |
|     |                                                        |       |
| 10. | Easy Money Fripp, Wetton, Palmer-James                 | 7:51  |
|     |                                                        |       |
|     |                                                        | 58:05 |
|     |                                                        |       |
Do albumu dołączono 12-stronicową książeczkę.

## Muzycy
- David Cross – skrzypce, melotron, pianino elektryczne
- Robert Fripp – gitara, melotron, pianino elektryczne
- John Wetton – gitara basowa i śpiew
- Bill Bruford – perkusja, instrumenty perkusyjne

## Produkcja
- produkcja – David Singleton, Alex. R Mundy (wydanie cyfrowe)

## Odbiór

### Opinie krytyków
| Oceny łączne      | Oceny łączne |
| Publikacja        | Ocena        |
| ----------------- | ------------ |
| Album of the Year | 90/100       |
| Recenzje          |              |
| Publikacja        | Ocena        |
| AllMusic          | [ 3 ]        |
| Prog Archives     | 4.14/5.0     |
| RYM               | 4.02/5       |
| Sputnikmusic      | 4.8/5        |
| Teraz Rock        | [ 4 ]        |

Według Lindsaya Planera z AllMusic album zawiera „nieskazitelnie wykonany występ”. Jakość dźwięku jest – jego zdaniem – „znakomita”, a wykonane utwory to „improwizacje z najwyższej półki”. Choć występy tego konkretnego składu zostały udokumentowane pięcioma wcześniejszymi wydawnictwami, to jednak Live in Mainz „podbija stawkę”. Za najciekawsze utwory autor uważa 'Improv: Atria', 'The Night Watch', 'Starless' i 'Exiles'.
Na bardzo dobrą jakość nagrań zwraca uwagę również Jordan Babula z magazynu Teraz Rock dając jako przykład najciekawszych momentów albumu improwizowane wstępy do utworów: 'The Savage', 'Arabica', 'Arctica' oraz utwór 'Dr Diamond', określony jako „kapitalny”.
John Kelman z magazynu All About Jazz zauważa, że koncert z Moguncji (mimo iż niekompletny) pokazuje, że „choć Crimson mógł nie posiadać języka jazzu, to z pewnością miał jego ducha”. Autor zwraca uwagę na improwizacje, w tym dwie, zamykające „idiosynkratyczny” 'Dr. Diamond' (nigdy nie wydany na albumie studyjnym Crimson).